# Afeli

Periheli i afeli al voltant del Sol

L'afeli és el punt de l'òrbita d'un objecte, especialment un planeta o un cometa al voltant del Sol en el qual aquest es troba a la màxima distància del Sol. En els elements orbitals, es representa amb la lletra {\displaystyle \ Q}. Si {\displaystyle \ a} és el semieix major de l'òrbita i {\displaystyle \ e} l'excentricitat, llavors l'afeli es calcula així:
{\displaystyle \ Q=a(1+e)}